# Мері Картер-Рейтано
Мері Картер-Рейтано (англ. Mary Carter Reitano; нар. 29 листопада 1934) — колишня австралійська тенісистка.
Перемагала на турнірах Великого шолома в одиночному розряді.

## Фінали турнірів Великого шлему

### Одиночний розряд (2 перемоги)
| Результат | Рік  | Турнір              | Покриття | Суперниця    | Рахунок       |
| --------- | ---- | ------------------- | -------- | ------------ | ------------- |
| Перемога  | 1956 | Чемпіонат Австралії | Трава    | Телма Лонґ   | 3–6, 6–2, 9–7 |
| Перемога  | 1959 | Чемпіонат Австралії | Трава    | Рене Схюрман | 6–2, 6–3      |

### Парний розряд (1–3)
| Результат | Рік  | Турнір              | Покриття | Партнерка     | Суперниця                        | Рахунок       |
| --------- | ---- | ------------------- | -------- | ------------- | -------------------------------- | ------------- |
| Поразка   | 1956 | Чемпіонат Австралії | Трава    | Берил Пенроуз | Мері Бевіс Готон Телма Койн-Лонґ | 2–6, 7–5, 7–9 |
| Поразка   | 1959 | Чемпіонат Австралії | Трава    | Лоррен Коглан | Рене Схюрман Сандра Рейнольдс    | 5–7, 4–6      |
| Перемога  | 1961 | Чемпіонат Австралії | Трава    | Маргарет Корт | Мері Бевіс Готон Джен Легейн     | 6–4, 3–6, 7–5 |
| Поразка   | 1962 | Чемпіонат Австралії | Трава    | Дарлін Гард   | Маргарет Корт Робін Ебберн       | 4–6, 4–6      |

### Мікст (1 поразка)
| Результат | Рік  | Турнір              | Покриття | Партнер   | Суперник і суперниця   | Рахунок  |
| --------- | ---- | ------------------- | -------- | --------- | ---------------------- | -------- |
| Поразка   | 1961 | Чемпіонат Австралії | Трава    | Джон Пірс | Джен Легейн Боб Г'юїтт | 7–9, 2–6 |

## Часова шкала турнірів Великого шлему в одиночному розряді
| W | Ф | ПФ | ЧФ | #Р | КТ | К# | DNQ | A | NH |

| Турнір               | 1954  | 1955  | 1956  | 1957  | 1958  | 1959  | 1960  | 1961  | 1962  | Career SR |
| -------------------- | ----- | ----- | ----- | ----- | ----- | ----- | ----- | ----- | ----- | --------- |
| Чемпіонат Австралії  | ПФ    | ПФ    | П     | ЧФ    | ПФ    | П     | ПФ    | ПФ    | ПФ    | 2 / 9     |
| Чемпіонат Франції    |       | 1р    |       |       | 1р    | ЧФ    |       | 2р    |       | 0 / 4     |
| Вімблдонський турнір |       | 2р    |       |       | 1р    | 3р    |       | 2р    |       | 0 / 4     |
| Чемпіонат США        |       |       |       |       |       |       |       |       |       | 0 / 0     |
| SR                   | 0 / 1 | 0 / 3 | 1 / 1 | 0 / 1 | 0 / 3 | 1 / 3 | 0 / 1 | 0 / 3 | 0 / 1 | 2 / 17    |